# 솜락 캄싱
솜락 캄싱(태국어: สมรักษ์ คำสิงห์, 1973년 1월 16일~)은 태국의 전직 권투 선수, 무에타이 선수, 배우이다. 애틀랜타에서 열린 1996년 하계 올림픽에서 태국 역사상 최초의 올림픽 금메달을 안겨주었다.

## 선수 경력
솜락 캄싱은 콘깬주 논솜분의 빈곤층 가정에서 태어났으며 그의 형인 솜롯 캄싱도 권투 선수로 활동했다. 캄싱은 7세 시절에 무에타이에 입문했고 11세 시절에 방콕으로 자리를 옮기면서 핌아란렉 싯아란(태국어: พิมพ์อรัญเล็ก ศิษย์อรัญ)이라는 가명을 사용했다. 권투 선수로 전향하기 이전에는 태국 최고의 무에타이 선수로 여겨졌고 나중에 태국 해군 준위로 복무했다.
1992년 2월 태국 방콕에서 열린 1992년 아시아 선수권 대회에서 페더급 동메달을 획득했다. 이후 같은 해 7월 스페인 바르셀로나에서 열린 올림픽 복싱 페더급에 참가했다. 그는 캐나다의 마이클 스트레인지와의 1라운드 경기에서 11-9 승리를 기록했으나 스페인의 파우스티노 레예스와의 2라운드 경기에서 15-24 패배를 기록하면서 탈락했다.
1994년 1월 이란 테헤란에서 열린 1994년 아시아 선수권 대회에서 페더급 금메달을 획득했고 같은 해 10월 일본 히로시마에서 열린 아시안 게임에서도 파키스탄의 자이감 마실과의 결승전에서 8-5 승리를 기록하면서 복싱 페더급 금메달을 획득했다. 이후 1995년 10월 우즈베키스탄 타슈켄트에서 열린 아시아 선수권 대회에서는 필리핀의 만수에토 벨라스코를 14-3으로 누르고 라이트플라이급 금메달을 획득했다. 하지만 같은 대회 페더급에서는 카자흐스탄의 바흐티야르 틸레가노프와의 예선 라운드 경기에서 3-5 패배를 기록하면서 탈락했다.
1996년 미국 애틀랜타에서 열린 올림픽 복싱 페더급에서 러시아의 라마즈 팔리아니(13-4 승리), 아르헨티나의 파블로 차콘(20-8 승리), 불가리아의 세라핌 토도로프(8-5 승리)를 연달아 누르고 태국 역사상 올림픽 첫 금메달을 차지하는 영예를 안았다. 1998년에는 태국 방콕에서 열린 아시안 게임 개막식에서 성화 점화자로 나섰으며 우즈베키스탄의 툴쿤바이 투르구노프를 8-3으로 누르고 복싱 페더급 금메달을 획득했다. 그러나 미국 휴스턴에서 열린 1999년 세계 선수권 대회에서는 투르구노프와의 페더급 8강전 경기에서 2-10 패배로 인해 탈락했으며 오스트레일리아 시드니에서 열린 2000년 올림픽에서는 미국의 로키 후아레스와의 페더급 8강전 경기에서 녹아웃 패배를 기록하면서 탈락했다.
2001년에 라이트급으로 체급을 올린 캄싱은 영국 북아일랜드의 벨파스트에서 열린 세계 선수권 대회에 참가했으나 우즈베키스탄의 투르구노프와의 페더급 8강전 경기에서 9-13 패배를 기록하면서 탈락했다. 2002년에는 말레이시아 스름반에서 열린 아시아 선수권 대회에서 라이트급 동메달을 획득했다. 하지만 건강 상태가 좋지 않아서 대한민국 부산에서 열린 2002년 아시안 게임에 불참하게 된다. 2004년에 그리스 아테네에서 열린 올림픽에 참가했으나 캐나다의 브누아 고데와의 복싱 라이트급 1라운드 경기에서 17-32 패배를 기록하면서 탈락했다. 2012년부터 2013년까지 잠시 무에타이 선수로 활동하기도 했다.

## 배우 경력
캄싱은 1996년에 태국의 채널 7에서 방영된 텔레비전 드라마 《나이 카놈 톰》에서 이 작품의 주인공이자 아유타야 왕국 시대에 활동했던 권투 선수인 나이 카놈 톰 역할을 맡으면서 배우로 데뷔했다. 2004년에 개봉된 태국의 액션 영화 《본 투 파이트》에서는 텁 역할을 맡았다. 2006년에 개봉된 《무인 곽원갑》에서는 무에타이 유단자인 베이차 역할을 맡았으나 개봉 당시에는 편집되었다. 하지만 2006년 3월에 태국의 영화관에서 그의 모습이 등장한 특별판이 개봉되었다. 2017년에 개봉된 프랑스·영국의 액션 영화 《어 프레이어 비포 던》에서는 무에타이 트레이너 역할을 맡았다.